# Landfarming
Landfarming é um método de biorremediação ex situ que consiste na degradação biológica de resíduos em uma camada superior de solo, que é periodicamente arado e gradeado para haver aeração e a mistura uniforme do contaminante. Nestes sítios as condições físico-químicas são ajustadas para maximizar a atividade microbiana.
O processo foi desenvolvido há mais de 20 anos para tratamento de resíduos e derivados petroquímicos, mas ultimamente vem sendo bastante utilizado no tratamento de lodos de esgotos domésticos, e resíduos perigosos de indústrias químicas.
O "landfarming" é uma das tecnologias de remediação que consiste na aplicação do resíduo oleoso na superfície do solo, de modo a reduzir as concentrações dos constituintes de petróleo por meio da biodegradação microbiana. O espalhamento do material oleoso contaminante sobre o solo e a incorporação na camada arável, também denominada camada reativa, pode afetar, diretamente e de modo diferenciado, os microrganismos responsáveis pela biodegradação. A biodegradação microbiana, que é o mecanismo primário de eliminação dos poluentes orgânicos do ambiente, compõe a base deste tratamento, sendo de grande importância a manutenção de uma comunidade microbiana heterotrófica ativa, mas são escassos os estudos relacionados à atividade dos microrganismos em área de tratamento de resíduo petroquímico por "landfarming" (DE PAULA et al., 2006).
Também é considerado um método de disposição de resíduos.